# Smoluchowski (cráter)
Smoluchowski es un cráter de impacto perteneciente a la cara oculta de la Luna. Se encuentra en la zona que en ocasiones queda a la vista desde la Tierra durante períodos de libración y de iluminación solar favorables, aunque solo puede verse lateralmente. Atraviesa el borde norte de la planicie amurallada del cráter de mayor tamaño Poczobutt. Casi unido al borde exterior norte-noreste de Smoluchowski yace el cráter más pequeño Paneth.
|  |

Es una formación desgastada y erosionada, pero que todavía conserva gran parte de su forma original. Los restos de un pequeño cráter se sitúan sobre el suelo y la pared interior sur de Smoluchowski, que sobresalen ligeramente hacia fuera en Poczobutt. Un cráter más pequeño aparece en la pared interna del borde del sudoeste, y otro cratercillo se sitúa en el límite del borde norte-noroeste. En la superficie que conecta Smoluchowski con Paneth se halla una depresión alargada en la superficie que ocupa el borde del brocal y la pared interna de Smoluchowski. También presenta otra hendidura estrecha en la superficie cerca de ese lugar, que discurre de este a oeste.
Aparte del borde del pequeño cráter del lado sur, la superficie interior de Smoluchowski es relativamente llana, y carece de rasgos notables. Algunos impactos diminutos marcan el suelo, siendo el más notable un pequeño cráter en el borde oriental.

## Cráteres satélite
Por convención estos elementos son identificados en los mapas lunares poniendo la letra en el lado del punto medio del cráter que está más cercano a Smoluchowski.
|              | \| Smoluchowski \| Coordenadas \| Diámetro \| \| ------------ \| ----------------------------- \| -------- \| \| F \| 60°06′N 90°54′O / 60.1, -90.9 \| 35 km \| \| H \| 59°30′N 92°42′O / 59.5, -92.7 \| 41 km \| |          |
| Smoluchowski | Coordenadas | Diámetro |
| F            | 60°06′N 90°54′O / 60.1, -90.9 | 35 km    |
| H            | 59°30′N 92°42′O / 59.5, -92.7 | 41 km    |